# شهر هوانگ
شهر هوانگ (به لاتین: Huangge Town) یک شهرک در جمهوری خلق چین است که در ناحیه نانشا واقع شده‌است.